# ROLESWAN
ROLESWAN（ロールスワン）は、日本の4人組エンターテインメントボーイズグループ。2022年結成。所属事務所はインバースホールディングス。2024年3月解散。

## 概要
2022年5月に結成された、俳優、モデル、ミスコングランプリなど様々な活動をしているメンバーが集まった歌って踊れるエンターテインメントボーイズグループ。

## メンバー
| 名前              | 生年月日               | 特技               | 血液型 | 出身地   |
| ----------------- | ---------------------- | ------------------ | ------ | -------- |
| HaL （はる）      | 2000年10月22日（24歳） | キャラクター声真似 | B型    | 奈良県   |
| YU-JI （ゆうじ）  | 2002年9月19日（22歳）  | ギター弾き語り     | B型    | 東京都   |
| URYU （うりゅう） | 2000年6月2日（25歳）   | 変顔               | O型    | 東京都   |
| TAKUMi （たくみ） | 2001年12月3日（23歳）  | 筋トレ             | A型    | 神奈川県 |

### 元メンバー
| 名前              | 生年月日               | 血液型 | 出身地 |
| ----------------- | ---------------------- | ------ | ------ |
| Sion （しおん）   | 2002年10月25日（22歳） | A型    | 静岡県 |
| Daiki （だいき）  | 2000年6月20日（24歳）  | B型    | 埼玉県 |
| TAiCHi （たいち） | 1999年9月19日（25歳）  | A型    | 千葉県 |

※ Sionは現在森下紫温として活動中。

## 略歴
2022年
- 4月、舞台「二重奏」にROLESWANのメンバーとしてHaL、YU-JI、Daiki、URYU、Sionが出演。
- 5月1日、新メンバーに、TAKUMiとTAiCHiが加入。
- 5月26日、渋谷DAIAにて、ROLESWAN初のワンマンライブが開催。
- 6月22日、メンバーのSionが6月30日をもって脱退を発表。6月26日に開催されたフェス「iDoL Fes @池袋AK」でROLESWANとして最後のステージとなった。
- 6月30日、メンバーのTAiCHiが体調不良のため、活動休止を発表。
- 7月、TOKYO MX「シェアリーハウス☆」にてROLESWANとしてメンバー全員がテレビ初出演。
- 9月29日、公式TwitterにてメンバーのDaikiと活動休止中だったTAiCHiのグループ脱退が発表された。
- 10月23日、グループを脱退したDaikiとTAiCHiの卒業イベントがSTUDIO GREEN（六本木・麻布十番）にて開催された。

## 出演

### テレビ
- シェアリーハウス☆（2022年7月、TOKYO MX）